# Abad Odón

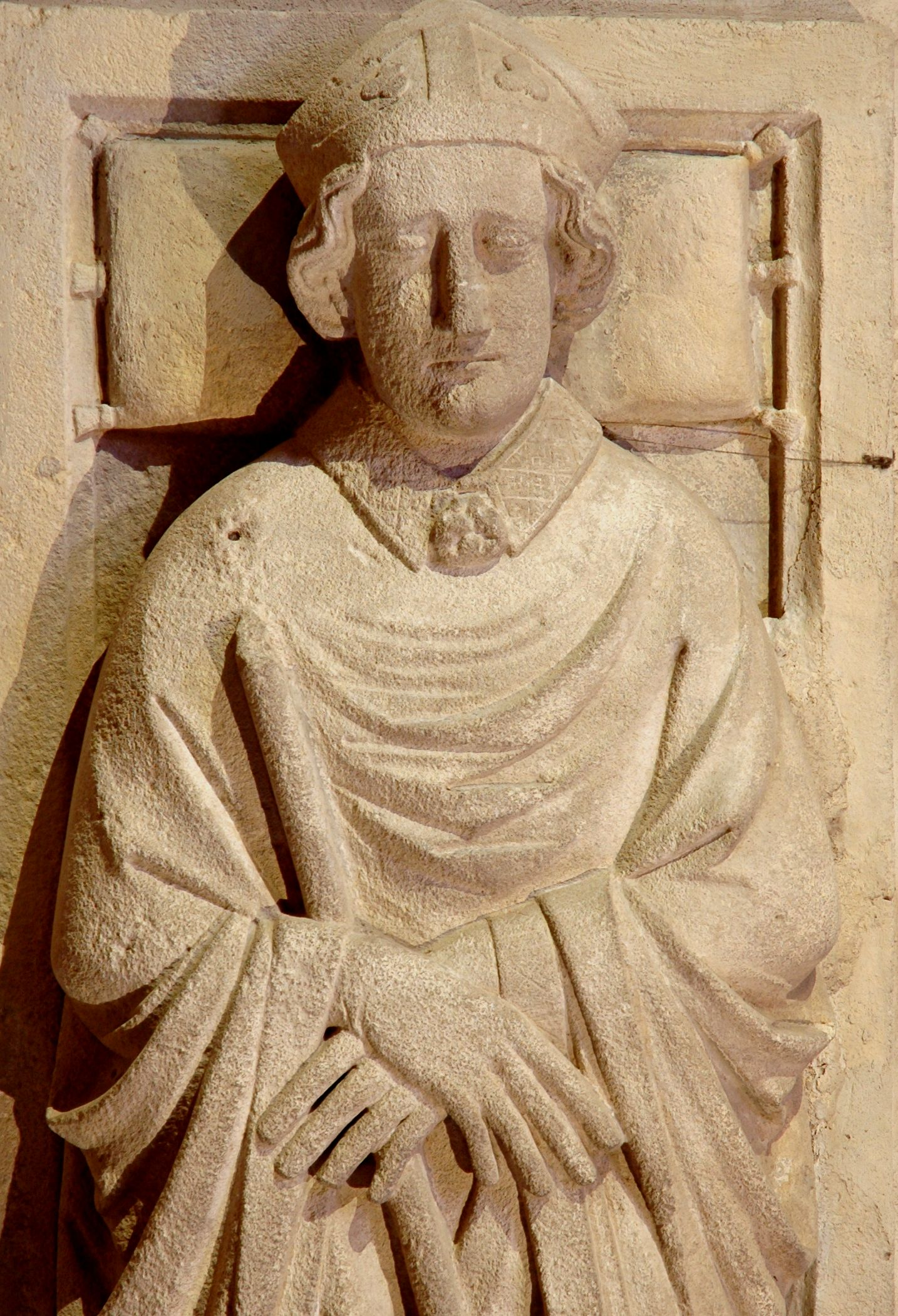
Sepultura del abad Odón en el monasterio de Sant Cugat

El abad Odón fue obispo de Gerona (995–1010) y abad del Monasterio de Sant Cugat del Vallés (986–1010).
Supuestamente de procedencia de alto linaje aristocrático, Odón ingresó como levita en el monasterio en torno al año 970. En 985, la incursión de Al-Mansur fue la causa de la muerte del abad Juan junto con doce monjes, algunos refugiados en Barcelona y otros en el cenobio, que fue destruido y el archivo quemado. Pasado el peligro, en 986, el abad Odón rehízo el monasterio y el patrimonio y obtuvo una confirmación global de sus bienes del rey franco Lotario, y seis años más tarde del papa Silvestre II. Hay constancia de que en el año 995, Odón era obispo de Gerona.
En el año 1010, Ramón Borrell, conde de Barcelona, y Ermengol I, conde de Urgel, organizan un ejército de diez mil hombres como represalia por la destrucción de Barcelona, proclamando que lucharán para ayudar al califa cordobés Mehmed II contra su rival Sulaymán al-Mustaín. El abad Odón se une en la llanura mayor del ejército que se dirige hacia el sur de la península. El ejército interviene en la guerra, vence al enemigo en la batalla de Aqbat al-Bakr el 2 de junio y en la batalla del río Guadiaro tres semanas más tarde, donde es derrotado, entra en Córdoba y, como el califa Hisham II no disponía de suficiente dinero para continuar pagando al ejército mercenario catalán, se lo cobró saqueando la ciudad. El botín fue abundante, como también lo fueron las pérdidas: unos tres mil muertos, entre los cuales se encontraban el conde Ermengol y el abad Odón.
El abad Odón representa uno de los momentos más esplendorosos de la historia del monasterio, siendo uno de los principales artífices del crecimiento temporal y espiritual de la abadía, pero también es uno de los mayores exponentes de la tenue distancia que separaban los asuntos del mundo espiritual de los asuntos del mundo terrenal.
Odón pervivirá en la historia del monasterio como el gran abad, como así lo muestran el epitafio de su lauda sepulcral y las menciones en las necrópolis de la abadía.
Odón tiene dedicada una calle en el distrito de San Andrés de Barcelona.